# Frédéric Makowiecki
Frédéric Makowiecki, né le 22 novembre 1980 à Arras, est un pilote automobile français. 
Après une place de vice-champion du monde GT1 en 2012, on retrouve « Mako » en Super GT sur une HSV-010 GT du Weider Modulo Dome Racing où il remporte dès sa première année les 1000 km de Suzuka. Le Nordiste dispute également le Championnat du monde d'endurance FIA sur une Aston Martin Vantage GTE officielle, avec notamment une deuxième pole de suite aux 24 Heures du Mans.

## Biographie
Après des débuts en karting et une saison en Championnat de France de Formule 3, il participe à différents championnats de Grand Tourisme depuis 2001 où il roule sur une Porsche 996 GT3 Cup. Il gravit ensuite tous les échelons des différentes catégories GT en passant de la Porsche 993 GT2 à la Chrysler Viper GTS-R, Aston Martin DBR9 ou Saleen S7-R. C'est d'ailleurs sur une Aston Martin DBR9 alignée par Hexis Racing qu'il brille en Championnat du monde FIA GT1 en 2010 en remportant trois victoires et cinq podiums. Il poursuit sur la scène mondiale en 2011 sur une Ford GT du Marc VDS Racing Team où il s'impose à quatre reprises. En 2011, il débute sur une Ferrari F458 Italia du Luxury Racing en Championnat du monde d'endurance FIA avec deux podiums à la clé. Cette même année, il fait ses débuts aux 24 Heures du Mans. Sa saison 2012 passe à nouveau par le Championnat du monde FIA GT1 sur une McLaren MP4-12C alignée par Hexis Racing avec cinq victoires, sept podiums et deux pole. Il termine Vice-Champion du Monde GT1 et remporte en fin de saison le Baku City Challenge organisé dans les rues de Bakou. Ses deuxièmes 24 Heures du Mans se terminent par une deuxième place après avoir décroché la pole. Depuis 2006, il est également pilote de développement pour Ligier, constructeur de prototypes CN.

## Palmarès
- Porsche Carrera Cup France

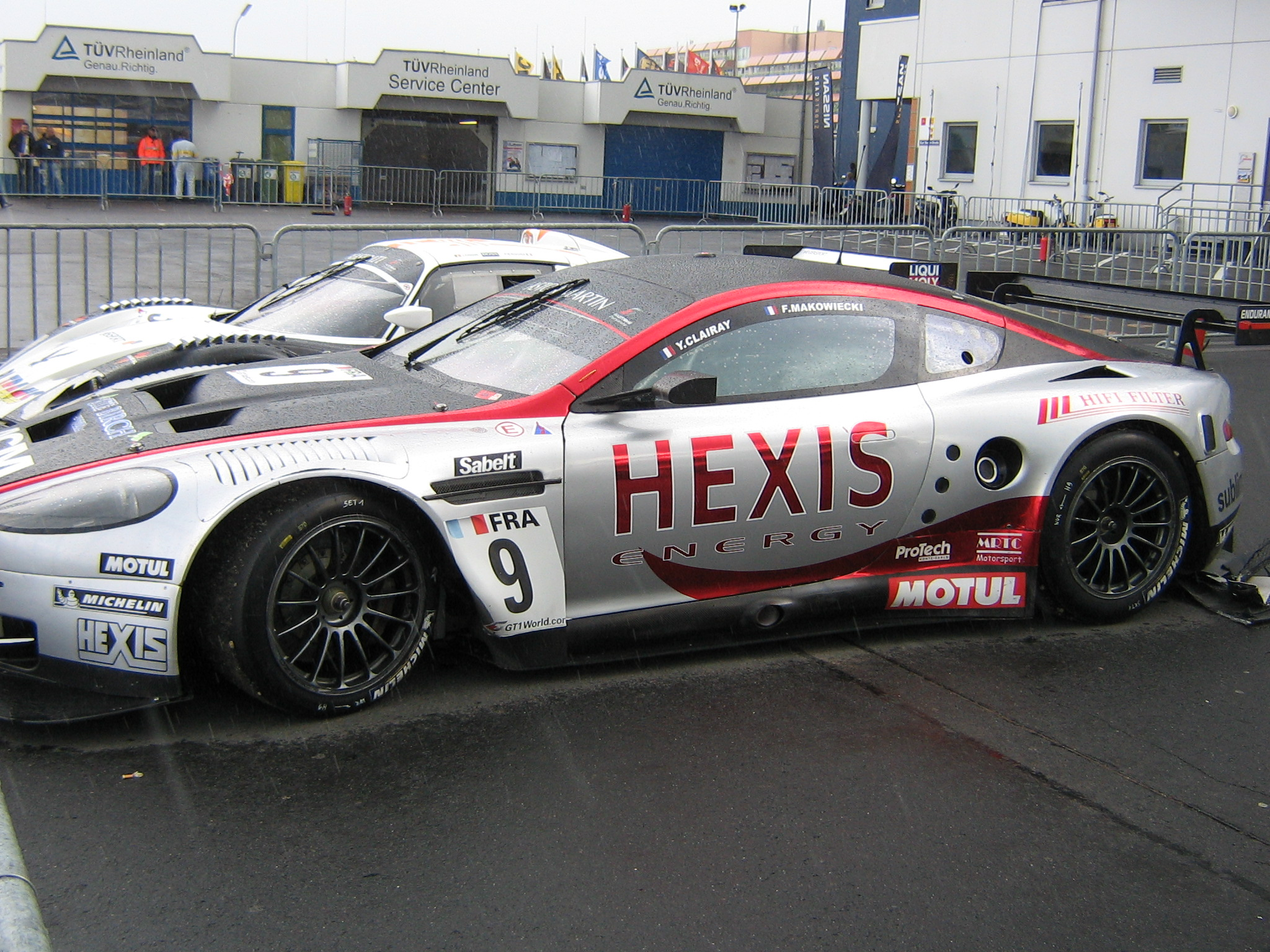
L'Aston Martin DBR9 d'Hexis Racing au Nürburgring en 2010

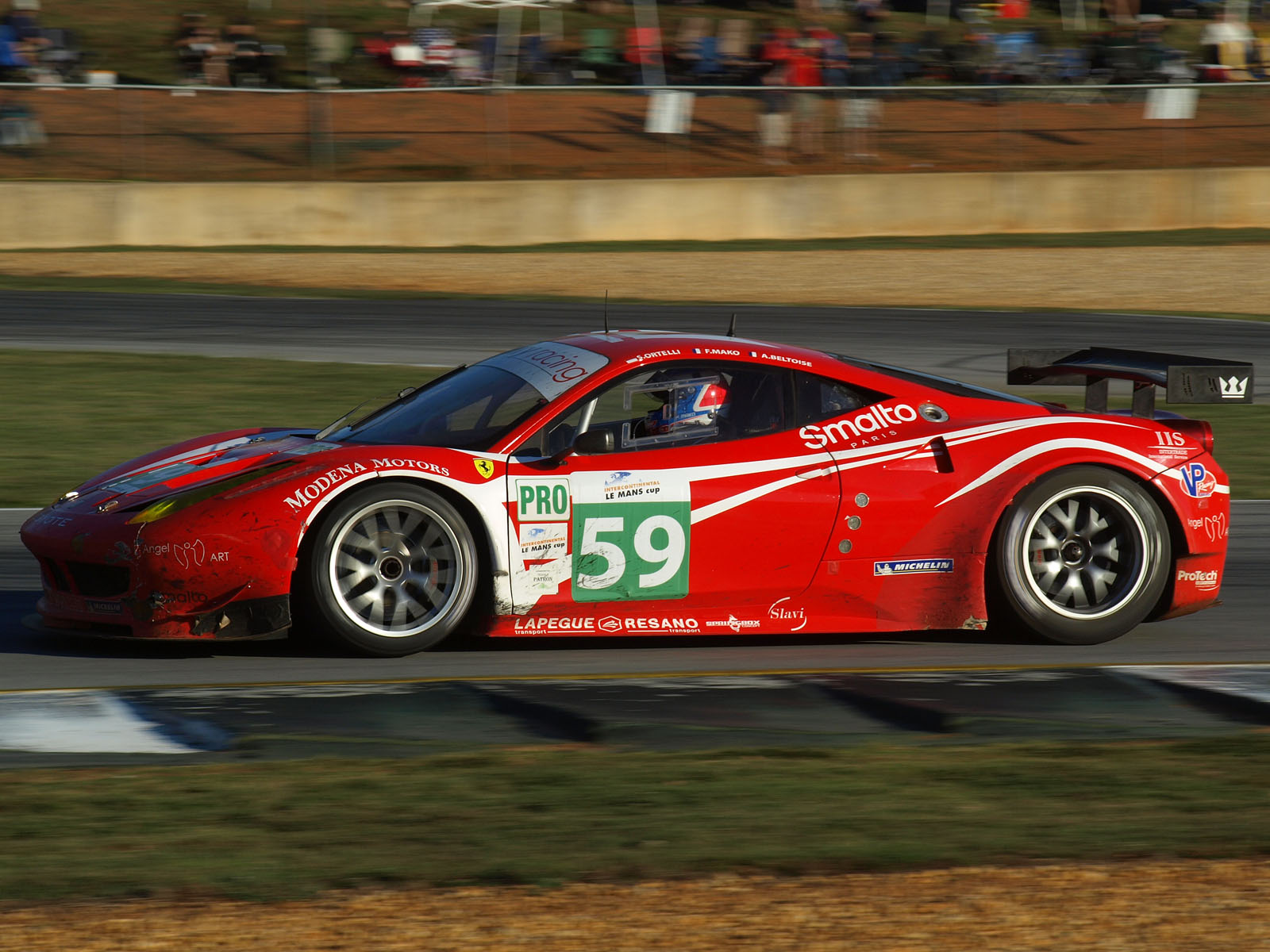
La Ferrari du Luxury Racing au Petit Le Mans en 2011

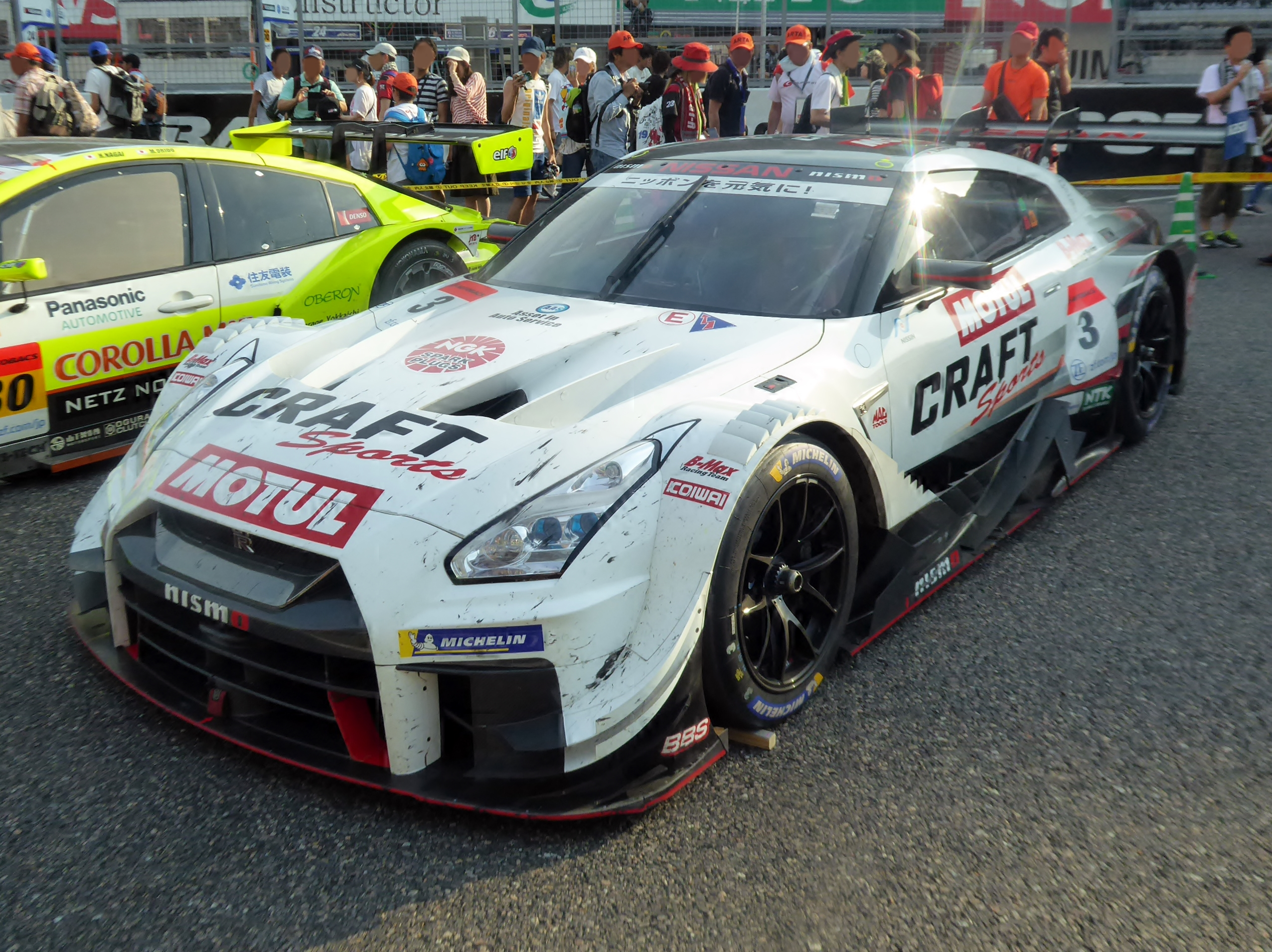
La Nissan du NDDP Racing w/B-MAX Racing au Suzuka en 2019

  - Champion en 2010 avec 6 victoires, 11 podiums et 3 poles.
  - 2e en 2006 et 2007, 4e en 2008, 3e en 2009
  - une quinzaine de victoires depuis 2003

- Championnat de France FFSA GT
  - Plusieurs victoires depuis 2001[1] sur Porsche 996 GT3 Cup, Porsche 993 GT2, Aston Martin DBR9, Saleen S7R.

- ADAC GT Masters
  - Vainqueur au Sachsenring en 2008[2] sur une Aston Martin DBRS9 alignée par Hexis Racing.

- Championnat d'Europe FIA GT3
  - Victoires à Adria en 2009 et à Zolder en 2010

- Championnat du monde FIA GT1
  - Vainqueur des courses de qualification de Silverstone et San Luis et vainqueur de la course de San Luis en 2010 sur une Aston Martin DBR9 du Hexis Racing.
  - Vainqueur des courses de qualification d'Abu Dhabi, Sachsenring et San Luis et vainqueur de la course d'Ordos en 2011 sur une Ford GT du Marc VDS Racing Team.
  - Vainqueur des courses de qualification et principales du Navarra et de Donington Park et de la course principale du Moscow Raceway en 2012 sur une McLaren MP4-12C du Hexis Racing. Vice-Champion du Monde GT1.

- Blancpain Endurance Series
  - Victoire à Navarra en 2012 avec Hexis Racing sur une McLaren MP4-12C
  - Victoire à Silverstone en 2013 avec Aston Martin Racing sur une Aston Martin V12 Vantage GT3.

- City Challenge
  - Victoire dans les rues de Bakou en Azerbaïdjan sur une McLaren MP4-12C du Hexis Racing.

- Super GT
  - Victoire aux 1 000 kilomètres de Suzuka en 2013 en compagnie de Naoki Yamamoto sur une Honda HSV-010 GT du Weider Modulo Dome Racing
  - Victoire aux Sportsland SUGO en compagnie de Kohei Hirate sur une Nissan GT-R Nismo GT500 du NDDP Racing w/B-Max Racing

- 24 Heures du Nürburgring
  - Vainqueur en 2018

## Palmarès aux 24 Heures du Mans
| Année | Équipe               | Équipiers                     | Voiture                  | Catégorie | Tours | Résultat général | Résultat de catégorie |
| ----- | -------------------- | ----------------------------- | ------------------------ | --------- | ----- | ---------------- | --------------------- |
| 2011  | Luxury Racing        | Stéphane Ortelli Jaime Melo   | Ferrari 458 Italia GT2   | GTE Pro   | 183   | Abandon          | Abandon               |
| 2012  | Luxury Racing        | Jaime Melo Dominik Farnbacher | Ferrari 458 Italia GT2   | GTE Pro   | 333   | 18e              | 2e                    |
| 2013  | Aston Martin Racing  | Bruno Senna Rob Bell          | Aston Martin Vantage GTE | GTE Pro   | 252   | Abandon          | Abandon               |
| 2014  | Porsche Team Manthey | Marco Holzer Richard Lietz    | Porsche 911 RSR (991)    | GTE Pro   | 337   | 17e              | 3e                    |
| 2015  | Porsche Team Manthey | Wolf Henzler Patrick Pilet    | Porsche 911 RSR (991)    | GTE Pro   | 14    | Abandon          | Abandon               |
| 2016  | Porsche Team Manthey | Jörg Bergmeister Earl Bamber  | Porsche 911 RSR (991)    | GTE Pro   | 140   | Abandon          | Abandon               |
| 2017  | Porsche GT Team      | Richard Lietz Patrick Pilet   | Porsche 911 RSR          | GTE Pro   | 339   | 20e              | 4e                    |
| 2018  | Porsche GT Team      | Richard Lietz Gianmaria Bruni | Porsche 911 RSR          | GTE Pro   | 343   | 16e              | 2e                    |
| 2019  | Porsche GT Team      | Richard Lietz Gianmaria Bruni | Porsche 911 RSR-19       | GTE Pro   | 342   | 21e              | 2e                    |
| 2020  | Porsche GT Team      | Richard Lietz Gianmaria Bruni | Porsche 911 RSR-19       | GTE Pro   | 335   | 31e              | 5e                    |
| 2021  | Porsche GT Team      | Richard Lietz Gianmaria Bruni | Porsche 911 RSR-19       | GTE Pro   | 343   | 23e              | 4e                    |
| 2022  | Porsche GT Team      | Richard Lietz Gianmaria Bruni | Porsche 911 RSR-19       | GTE Pro   | 350   | 28e              | 1e                    |

## Palmarès de Super GT
| Année | Équipe                    | Voiture                 | Catégorie | 1     | 2      | 3     | 4      | 5       | 6      | 7       | 8       | Pos | Pts |
| ----- | ------------------------- | ----------------------- | --------- | ----- | ------ | ----- | ------ | ------- | ------ | ------- | ------- | --- | --- |
| 2013  | Weider Modulo Dome Racing | Honda HSV-010 GT        | GT500     | OKA 5 | FUJ 10 | SEP 4 | SUG AB | SUZ 1er | FUJ 5  | AUT 5   | MOT 7   | 4e  | 56  |
| 2014  | Weider Modulo Dome Racing | Honda NSX-GT            | GT500     | OKA   | FUJ    | AUT   | SUG 9  | FUJ 1er | SUZ 3  | BUR 5   | MOT     | 9e  | 42  |
| 2019  | NDDP Racing w/B-MAX       | Nissan GT-R Nismo GT500 | GT500     | OKA 4 | FUJ 6  | SUZ 9 | BUR 6  | FUJ 11  | AUT 11 | SUG 1er | MOT DNS | 9e  | 36  |

- Saison en cours